# Xavi Ventura
Xavier Ventura Carvalho (Barcelona, 12 de diciembre de 1981), más conocido como Xavi Ventura, es un baloncestista español que juega en el Lobe Huesca, equipo que milita en la Leb oro, en la posición de base.
Ha jugado en equipos como el DKV Joventut, Ferrol C.B., Círculo Badajoz, Montcada, Alcudia, Sabadell, L´Hospitalet y Sant Nicolau.
- Datos: Q5842557